# Acropora akajimensis
Acropora akajimensis är en korallart som beskrevs av Veron 1990. Acropora akajimensis ingår i släktet Acropora och familjen Acroporidae. IUCN kategoriserar arten globalt som otillräckligt studerad. Inga underarter finns listade i Catalogue of Life.